# Мрњићи (Требиње)
Мрњићи су насељено мјесто у граду Требиње, Република Српска, БиХ. Према попису становништва из 1991. у насељу је живјело 22 становника.

## Географија
Село Мрњићи налазе се 13 km западно од Требиња. Село Мрњићи леже испод једног мањег брда који се зове Пењала. На том брду се налази Црква Св. Јована Крститеља. По неким предањима ову цркву су још Грци градили. Поред цркве се налази и гробље гдје се сахрањују мјештани села Мрњића и Орашја.

## Историја
Село чине три презимена, са више породица, а то су Кривоглави, Крунићи и Тараили. Кривоглави су старином из Црне Горе од породице Кривокапића. Доселили су око 1700. године у Стубицу ниже Мрњића, а одатле су се помакли у Мрњиће. Славе Јовањдан, а прислужују Петровдан. Крунићи су у Мрњиће доселили око 1760. године из Будоши. Славе Јовањдан, прислужују Петровдан. Прије доласка славили Аћимовдан. Предак Тараила се доселио у Голу Главицу почетком XVIII вијека. У Мрњиће су дошли из Голе Главице, а у Орашје из Мрњића. Породице у Голој Главици задржале су стару славу Ђурђевдан, а у Мрњићима и Орашју славе Јовањдан. Село се бавило земљорадњом и сточарством. Овај крај је познат по квалитету дувана, тако да је народ од тога и сточарства претежно живио.

## Становништво
| Демографија | Демографија | Демографија |
| Година      | Становника  | Становника  |
| ----------- | ----------- | ----------- |
| 1991.       | 22          |             |